# Supercopa espanyola de bàsquet femenina 2019
La Supercopa espanyola de bàsquet femenina 2019 fou la dissetena edició de la competició. Se celebrà el 24 de setembre de 2019 al Pavelló Municipal Girona-Fontajau de Girona i fou organitzada per la Federació Espanyola de Basquetbol. Hi competiren l'Spar Citylift Girona, com a campió de la Lliga Femenina 2018-19, i el Perfumerias Avenida, com a campió de la Copa de la Reina 2019, disputant la cinquena final de la Supercopa entre gironines i castellanolleoneses. La competició inicià la temporada 2019-20 del bàsquet femení estatal.
Es proclamà campió l'Spar Citylift Girona, que guanyà la final per 82 a 80. El partit es caracteritzarà per una igualtat entre els dos equips i es decidí al darrer minut amb tres rebots de Tijana Andusic, i anotant un tir lliure i fallant el segon, a dos segons del final. L'alera pivot Adaora Elonu fou escollida MVP de la competició, amb 23 punts, 5 rebots i 30 de valoració. El club gironí aconseguí la seva segona Supercopa espanyola.

## Final
| En negreta = Equip guanyador Pts = Punts Rebs = Rebots Assis = Assistències Val = Valoració Nota: Noms dels equips segons l'època |

| 22 de setembre de 2019 18:30 CET Informe Notícia | Spar Citylift Girona                                          | 82–80 | Perfumerias Avenida                                            | Pavelló Municipal Girona-Fontajau, Girona Assistència: 3.500 espectadors Àrbitres: Mariano Palomo Cañas, Asunción Landa de Martín i Sandra Sánchez González MVP: Adaora Elonu (UNI) |
| 22 de setembre de 2019 18:30 CET Informe Notícia | Resultats per quarts: 20-12, 19-27, 24-19, 19-22              |       |                                                                | Pavelló Municipal Girona-Fontajau, Girona Assistència: 3.500 espectadors Àrbitres: Mariano Palomo Cañas, Asunción Landa de Martín i Sandra Sánchez González MVP: Adaora Elonu (UNI) |
| 22 de setembre de 2019 18:30 CET Informe Notícia | Pts: Elonu 23 Rebs: Coulibaly 8 Assist: Palau 6 Val: Elonu 30 |       | Pts: Hayes 20 Rebs: Vitola 8 Assist: Domínguez 4 Val: Hayes 20 | Pavelló Municipal Girona-Fontajau, Girona Assistència: 3.500 espectadors Àrbitres: Mariano Palomo Cañas, Asunción Landa de Martín i Sandra Sánchez González MVP: Adaora Elonu (UNI) |

| Spar Citylift Girona | Perfumerias Avenida |

| #          | Jugadora            | Pts | Rbs. | Ass. | Val. |
| ---------- | ------------------- | --- | ---- | ---- | ---- |
| 2          | Adaora Elonu        | 23  | 5    | 2    | 30   |
| 3          | Laia Palau          | 3   | 2    | 6    | 5    |
| 4          | Magali Mendy        | 12  | 1    | 2    | 6    |
| 6          | Rosó Buch           | 9   | 1    | 1    | 7    |
| 8          | María Araújo        | 10  | 4    | 2    | 8    |
| 14         | Tijana Andusic      | 5   | 2    | 0    | 1    |
| 16         | Helena Oma          | 4   | 3    | 4    | 4    |
| 57         | Naîgnouma Coulibaly | 16  | 8    | 1    | 25   |
| Total      | Total               | 82  | 26   | 18   | 86   |
| Entrenador |                     |     |      |      |      |
| Èric Suris |                     |     |      |      |      |

| Campió de la Supercopa LF Endesa 2022 |
| ------------------------------------- |
| Spar Citylift Girona Segon títol      |
| MVP                                   |
| Adaora Elonu                          |

| #                   | Jugadora         | Pts | Rbs. | Ass. | Val. |
| ------------------- | ---------------- | --- | ---- | ---- | ---- |
| 3                   | Evelyn Akhator   | 2   | 1    | 0    | -4   |
| 5                   | Maite Cazorla    | 11  | 2    | 1    | 12   |
| 6                   | Sílvia Domínguez | 11  | 5    | 4    | 16   |
| 12                  | Tiffany Hayes    | 20  | 3    | 3    | 20   |
| 13                  | Andrea Vilaró    | 7   | 3    | 1    | 6    |
| 15                  | Laura Gil        | 10  | 2    | 1    | 8    |
| 21                  | Emese Hof        | 4   | 1    | 1    | 4    |
| 28                  | Kristine Vitola  | 12  | 8    | 1    | 14   |
| 44                  | Karlie Samuelson | 3   | 1    | 0    | -4   |
| Total               | Total            | 80  | 26   | 12   | 72   |
| Entrenador          |                  |     |      |      |      |
| Miguel Ángel Ortega |                  |     |      |      |      |